# Богородчанське газове родовище
Богородчанське газове родовище — належить до Більче-Волицького нафтогазоносного району Передкарпатської нафтогазоносної області Західного нафтогазоносного регіону України.

## Опис
Розташоване в Івано-Франківській області на відстані 5 км від смт Богородчани.
Приурочене до південно-східної частини Косівсько-Угерської підзони Більче-Волицької зони.
Структура виявлена в 1952 р. і являє собою брахіантикліналь північно-західного простягання з двома куполами. Складена вона г.п. косівської світи. Розмір структури по ізогіпсі — 900 м 6х1-4 м, висота 150 м.
Перший промисловий приплив газу отримано з відкладів косівської світи верхнього бадену з інт. 1160—1190 м у 1967 р.
Поклади пластові, склепінчасті, тектонічно екрановані, один з них — пластовий, літологічно обмежений.
Експлуатується з 1969 р. Режим Покладів газовий. Запаси початкові видобувні категорій А+В+С1: газу — 2319 млн. м³.